# Lucien Zeimes
Lucien Zeimes (* 30. November 1948 in Hunchereng; † 1. Oktober 2002 in Bernkastel-Kues) war ein luxemburgischer Radrennfahrer und nationaler Meister im Radsport.

## Sportliche Laufbahn
Zeimes war im Straßenradsport und im Querfeldeinrennen (heutige Bezeichnung Cyclocross) aktiv. 1970, 1971, 1972 und 1976 gewann er die nationale Meisterschaft im Querfeldeinrennen. 1975, 1981, 1982 und 1983 wurde er jeweils Vizemeister. 1969, 1973, 1979, 1980 kam er auf den dritten Platz. Bei den Cyclocross-Weltmeisterschaften 1979 wurde er 7. Siege in Querfeldeinrennen hatte er mehrfach in seiner Heimat. Im Straßenradsport hatte er keine hervorragenden Erfolge. Auf der Straße wurde er 1968 29. in der Österreich-Rundfahrt.